# Cordesse
Cordesse ist eine französische Gemeinde mit 195 Einwohnern (Stand: 1. Januar 2022) im Département Saône-et-Loire in der Region Bourgogne-Franche-Comté (vor 2016 Burgund). Sie gehört zum Arrondissement Autun und zum Kanton Autun-1 (bis 2015 Kanton Lucenay-l’Évêque). 

## Geographie
Cordesse liegt etwa neun Kilometer nordnordöstlich von Autun im Morvan-Massiv am Arroux. Umgeben wird Cordesse von den Nachbargemeinden Barnay im Norden, Igornay im Norden und Osten, Dracy-Saint-Loup im Süden sowie Reclesne im Westen.

## Bevölkerungsentwicklung
| Jahr                      | 1962 | 1968 | 1975 | 1982 | 1990 | 1999 | 2006 | 2013 | 2019 |
| Einwohner                 | 156  | 149  | 121  | 150  | 150  | 142  | 193  | 185  | 191  |
| Quelle: Cassini und INSEE |      |      |      |      |      |      |      |      |      |

## Sehenswürdigkeiten
- Kirche Saint-Martin, seit 1926 Monument historique

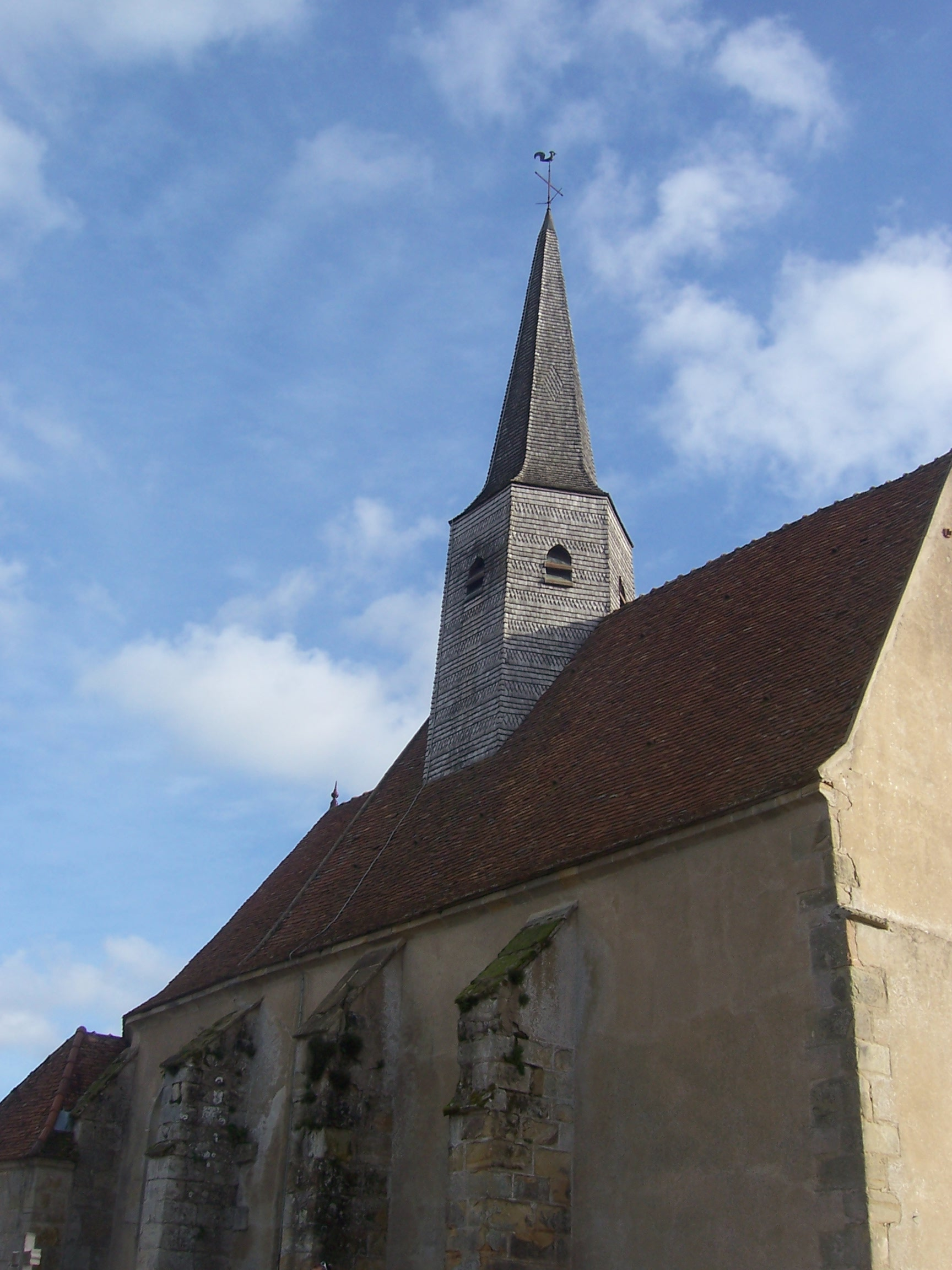
Kirche Saint-Martin